# Brachycephalus dacnis
Espèce
Brachycephalus dacnis est une espèce d'amphibiens de la famille des Brachycephalidae.

## Répartition
Cette espèce est présente au Brésil.

## Description
Adulte, Brachycephalus dacnis mesure entre 6,95 et 9,90 mm de longueur, ce qui en fait le deuxième plus petit amphibien au monde. L'holotype quant à lui mesure 7,55 mm. En vie, celui-ci présentait une coloration brun jaunâtre sur le dos avec, de chaque côté du corps, une bande brun foncé s'étendant du museau jusqu'au flanc. Son œil a une pupille noire et son iris de couleur bronze.

## Systématique
L'espèce Brachycephalus dacnis a été décrite en 2024 par Toledo (d), Botelho (d), Carrasco-Medina (d), Gray (d), Ernetti (d), Gama (d), Lyra (d), Blackburn (d), Nunes (d) et Muscat (d).

### Étymologie
Son épithète spécifique, dacnis, fait référence à la réserve privée et à l’ONG Projeto Dacnisqui soutient la recherche sur la biodiversité depuis 2010 dans les municipalités de São José dos Campos, Miracatu et Ubatuba (où la nouvelle espèce a été découverte), dans l’État de São Paulo, au Brésil.

### Publication originale
- (en) Luís Felipe Toledo, Lucas Machado Botelho, Andres Santiago Carrasco-Medina, Jaimi A. Gray, Julia R. Ernetti, Joana Moura Gama, Mariana Lucio Lyra, David C. Blackburn, Ivan Nunes et Edelcio Muscat, « Among the world’s smallest vertebrates: a new miniaturized flea-toad (Brachycephalidae) from the Atlantic rainforest », PeerJ, États-Unis, vol. 12,‎ 25 octobre 2024, e18265 (e-ISSN 2167-8359, DOI 10.7717/peerj.18265, lire en ligne, consulté le 4 janvier 2024).